# Teijirō Toyoda
Teijirō Toyoda (豊田 貞次郎, Toyoda Teijirō, 7 de agosto de 1885 – 21 de novembro de 1961) foi um político e oficial de carreira naval do Império do Japão, que serviu como Ministro dos Negócios Estrangeiros em 1941, e almirante da Marinha Imperial Japonesa durante a Segunda Guerra Mundial.

## Biografia

### Início da vida
Toyoda nasceu na prefeitura de Wakayama, filho de um ex-samurai detentor do Domínio de Wakayama. Estudou na escola secundária Tennoji antes de entrar para a escola de línguas estrangeiras de Tóquio, onde estudou o inglês. Graduou-se como o melhor aluno entre 171 cadetes da Academia Naval Imperial Japonesa em 1905. A Guerra Russo-Japonesa terminou em novembro de 1905 durante seu tempo de graduação, e foi designado como um aspirante a servir no Sudeste Asiático nos cruzadores Itsukushima, Katori, o o contratorpedeiro Yayoi, e o cruzador Chitose. Depois de completar o curso de artilharia naval e torpedo de guerra, foi promovido a alferes e designado para o couraçado Shikishima, seguido de Satsuma.
Em 1910, o tenente Toyoda estudou em um curso avançado de artilharia na Academia Militar da Marinha como um aluno da segunda série por um ano, e em seguida, foi designado para estudos no Reino Unido, como parte de um programa de intercâmbio ao abrigo da nova Aliança Anglo-Japonesa. Toyoda ficou na Inglaterra, estudando na Universidade de Oxford durante dois anos e meio, voltando para o Japão em 1914.

## Primeira Guerra Mundial
Após seu retorno ao Japão, Toyoda foi apontado como líder de esquadrão de artilharia 4 no navio de guerra Hiei. Durante o período depois da Primeira Guerra Mundial, o Império Alemão declarou irrestrito as operações do U-boat e atacaram os navios de transporte de forma indiscriminada. Isto resultou em um pedido do Reino Unido para o Japão para enviar navios de guerra  escoltar os transportes nos termos da Aliança Anglo-Japonesa. Toyoda, que tinha sido promovido a tenente-comandante em 1916, foi enviado para comandar o Esquadrão de quarto com sede em Sydney a partir de 1917. Sua missão era patrulhar as rotas marítimas entre a Austrália e Nova Zelândia.
Em dezembro de 1917, após a segurança da Austrália ser assegurada, Toyoda voltou ao Japão e entrou novamente para o Colégio Naval Staff, onde estudou por dois anos como um estudante de primeira classe. Novamente, formou-se em sua classe. Após graduar-se com o posto de comandante em 1920, foi nomeado como membro central da equipe de Assuntos Navais do Departamento Naval. Ele serviu por três anos entre 1920 e 1923.

### Anos de guerra

Insígnia da Marinha Imperial Japonesa.

Depois de servir como diretor executivo durante seis meses em Kongō, Toyoda voltou para Londres em 1923 como adido naval. Ele viveu em Londres por quatro anos, período durante o qual ele foi promovido a capitão. Toyoda foi então atribuído como membro da delegação japonesa à Liga das Nações patrocinada pela Conferência Naval de Genebra. Ele retornou ao Japão no final de 1927. Devido ao seu longo período no exterior, Toyoda havia se tornado um especialista em assuntos estrangeiros, mas sabia pouco sobre a situação interna no Japão e, portanto, muitas vezes tinham opiniões conflituosas com os outros membros de sua delegação nas negociações de desarmamento.
Após seu retorno ao Japão, Toyoda foi designado como capitão do navio cruzador japonês Abukuma, seguido do couraçado Yamashiro.
Toyoda foi chamado novamente para que as negociações de desarmamento Naval de Londres e voltou para a Inglaterra novamente como um membro da delegação japonesa. Após o tratado ser assinado, ele retornou ao Japão e foi promovido a almirante.
Em 1931, Toyoda foi apontado como o comandante do Distrito Naval de Yokosuka. No entanto, após apenas seis meses, ele ficou aliviado a partir da posição. Todos os documentos que detalham esta demissão não permanecem até hoje. No entanto, supõe-se que a demissão foi causada por algo que Toyoda disse ao príncipe Fushimi Hiroyasu que havia sido recém-nomeado como general chefe maior da Marinha Imperial Japonesa.
Embora sua especialidade militar era na artilharia naval, Toyoda foi transferido para sede de voo de navegação. Em novembro de 1932, no momento da houve uma transferência periódica de pessoal, ele foi colocado no comando de uma fábrica de aviões militares em Hiroshima. Ambos os trabalhos foram considerados rebaixamentos, no entanto, Toyoda renovou seus esforços e esperou por uma oportunidade com uma perspectiva positiva.
Em novembro de 1935, Toyoda foi promovido a vice-almirante, e em fevereiro de 1936, ele se tornou diretor do Arsenal Naval de Kure. Em dezembro de 1937, ele foi transferido como o comandante do Distrito Naval de Sasebo.
Em novembro de 1938, Toyoda tornou-se comandante da Marinha Imperial Japonesa Air Service, e durante três meses no verão de 1939, contribuiu conjuntamente o Comando Naval da Marinha.
Toyoda, mais uma vez tornou-se um ministro durante a administração Suzuki e foi nomeado Ministro dos Transportes e Comunicações, bem como ministro das Munições. Com uma parcela crescente da base industrial do Japão e de infra-estrutura danificadas pelos ataques aéreos dos Aliados, Toyoda se esforçou para melhorar a eficiência e aumentar os níveis de produção, particularmente a de aviões de combate.
Após a rendição do Japão, a maioria dos membros dos gabinetes de guerra japonês foram presos por suspeita de crimes de guerra pelas autoridades de ocupação aliadas. No entanto, Toyoda não foi processado devido a seus esforços para a paz antes do início da guerra.

### Últimos anos e morte
Em 1958, Toyoda foi apontado como o presidente da Usiminas-Japão joint venture de desenvolvimento de aço no Brasil. Em 21 de novembro de 1961, ele morreu de câncer de rim em 76 anos de idade.